# Stadion Witosza w Bistricy
Stadion Witosza (bułg. Стадион Витоша) – stadion piłkarski w Bistricy niedaleko Sofii, w Bułgarii. Obiekt może pomieścić 2300 widzów. Swoje spotkania na stadionie rozgrywają piłkarze klubu Witosza Bistrica.